# شهرداری چخوروتسقو

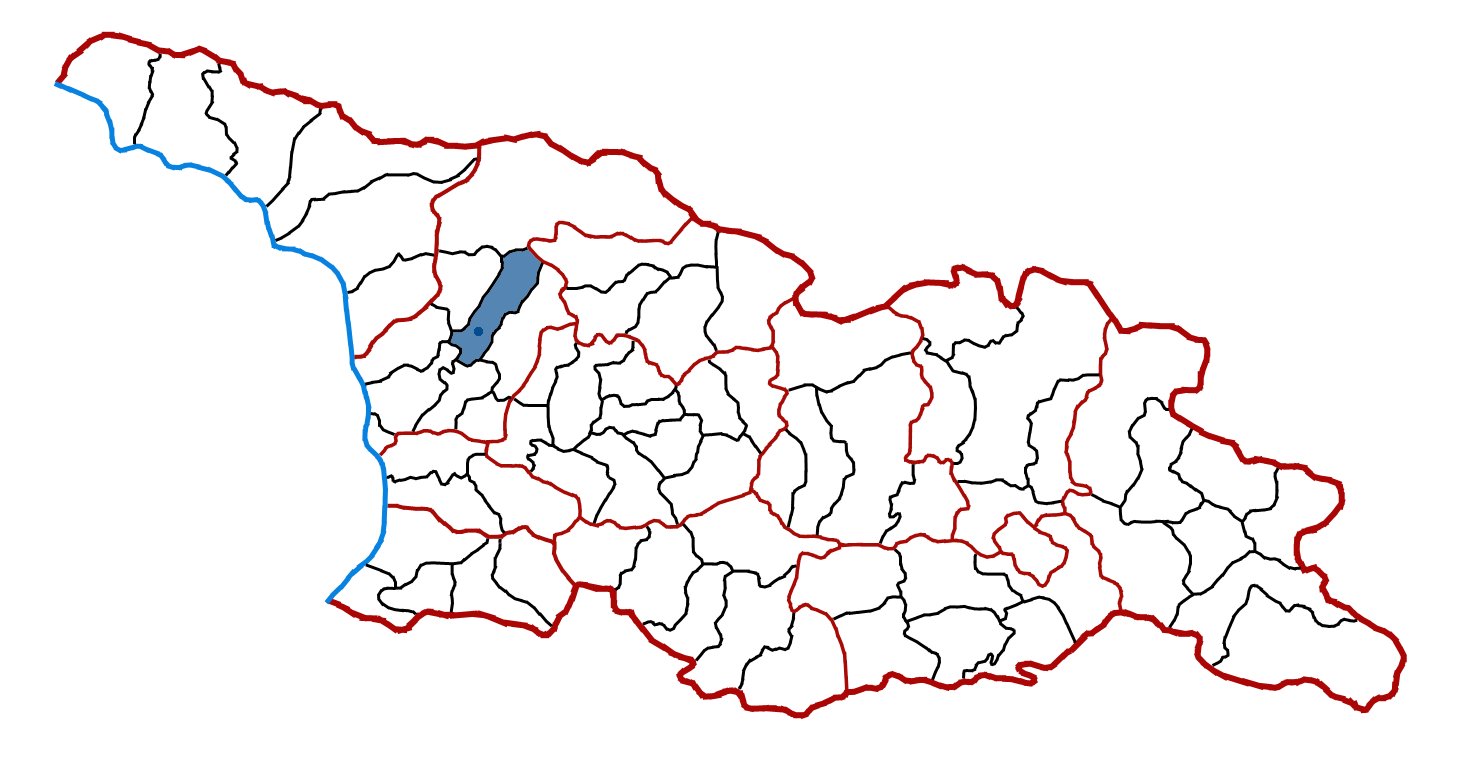
شهرداری چخوروتسقو

شهرداری چخوروتسقو (گرجی: ჩხოროწყუს მუნიციპალიტეტი) یکی از شهرداری‌های گرجستان در استان سامگرلو-زمو سوانتی است. مرکز اداری آن چخوروتسقو است.
جمعیت: ۲۲۳۰۹ (سرشماری ۲۰۱۴))
مساحت: ۶۱۹ کیلومتر مربع